# 立教大学グリークラブ
立教大学グリークラブ（りっきょうだいがくグリークラブ）は1923年（大正12年）に辻荘一によって創部された合唱団（グリークラブ）である。現在は混声、男声、女声の3種の合唱ができる団として活動中である。
年4回ある演奏会（東京六大学合唱連盟定期演奏会、四大学女声合唱連盟ジョイントコンサート、グリーフェスティバル、定期演奏会、メサイア演奏会）を主軸に活動をしている。それ以外では依頼演奏や国内演奏旅行などの活動も行っている。
年に一度ずつ開催される定期演奏会では、第一ステージでミサを演奏し、全ての演目が終わると、最後に「神共にいまして」を演奏をする伝統がある。ミサを演奏することは、立教大学がキリスト教の精神の基に建学され、学内の生活文化にも深く関わっているという特色の現れである。「神共にいまして」もまたキリスト教の宗教曲だが、この曲は至高の存在に対する人類の平和への祈りの歌であり、グリークラブの創設者である辻荘一の遺志を堅守するものである。

## 主要ディスコグラフィー
「合唱名曲コレクション」の発売元は東芝EMI。「合唱ベストカップリング・シリーズ」の発売元は日本伝統文化振興財団。
- 合唱名曲コレクション21 - 清水脩の男声合唱組曲「アイヌのウポポ」を演奏。
- 合唱名曲コレクション25 - 三枝成彰の男声合唱組曲「川よ とわに美しく」を演奏。その後、「合唱ベストカップリング・シリーズ 三枝成彰『川よ とわに美しく』」に収録。
- 合唱名曲コレクション26 - 多田武彦の男声合唱組曲「中原中也の詩から」と、男声合唱組曲「雨」の第6曲「雨」を演奏。後者は、「合唱ベストカップリング・シリーズ 多田武彦『雨・雪明りの路』」に収録。
- リフレクションズ スパーク×東京吹奏楽団（ブレーンミュージック） - スパークの「ベートーヴェンの表敬」「ウィズ・クラウズ・ディセンディング」、エルガー（アルフレッド・リード編曲）「威風堂々 第一番」の合唱を担当。